# Buttigliera d’Asti

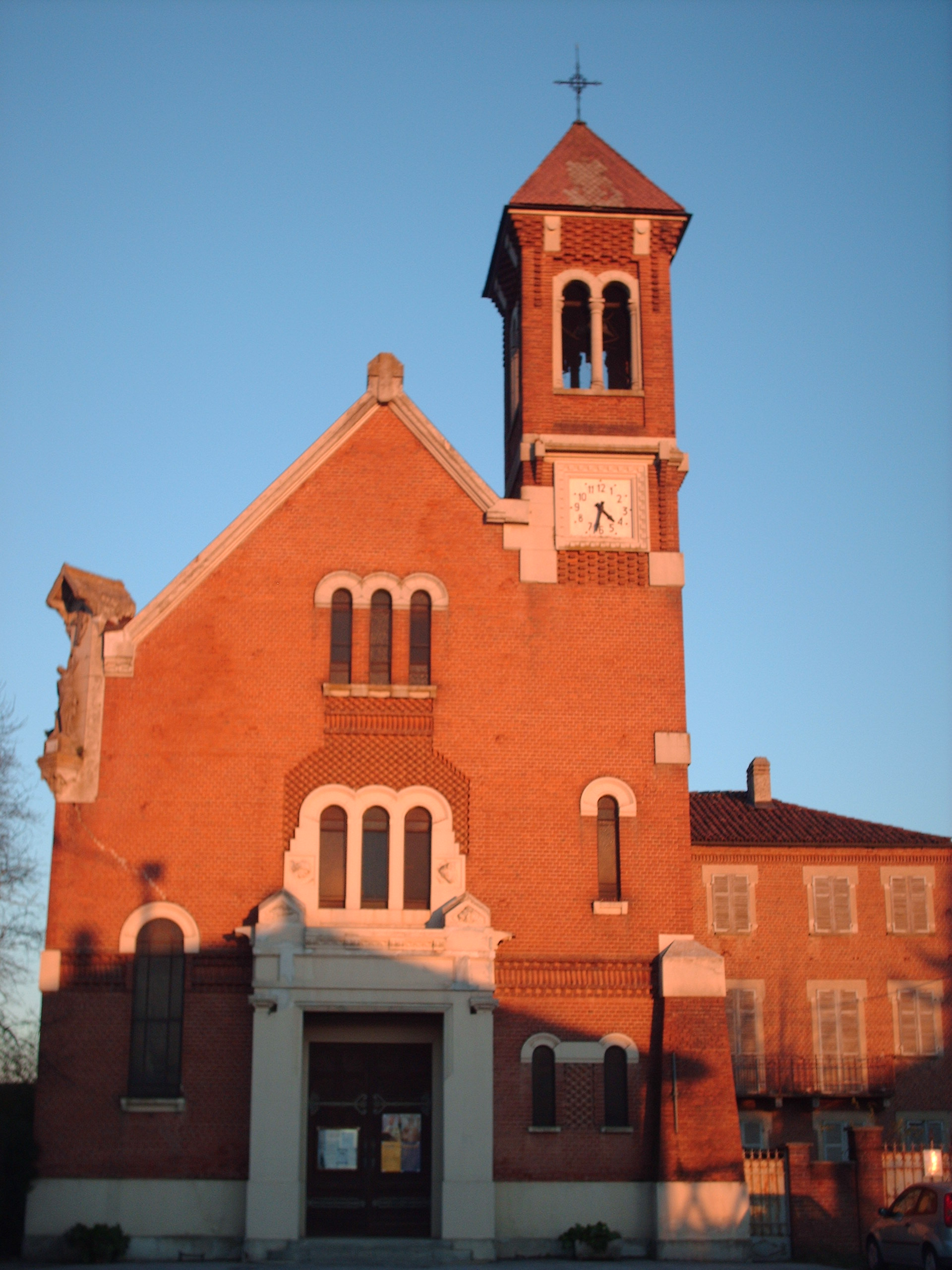
Kirche San Vito in Buttigliera d’Asti

Buttigliera d’Asti ist eine Gemeinde in der italienischen Provinz Asti (AT), Region Piemont.

## Lage und Einwohner
Buttigliera d’Asti liegt 32 Straßenkilometer nordwestlich von der Provinzhauptstadt Asti entfernt. Das Gemeindegebiet umfasst eine Fläche von 18 km² und hat 2523 (Stand 31. Dezember 2023) Einwohner. Die Nachbargemeinden sind Capriglio, Castelnuovo Don Bosco, Montafia, Moriondo Torinese, Riva presso Chieri und Villanova d’Asti.

## Geschichte
Im Jahr 1263 hatte die Gemeinde Asti die Burg von Mercuriolo von den Herzögen von Biandrate erobert und in der Nähe der Burg eine Siedlung („Villa Nova“) auf dem Gebiet namens „Butiglaria“ gegründet. Die Siedlung verfügte über weitgehende Autonomie (bescheinigt durch ein Gesetz von 1471), die sie auch nach dem Übergang unter die Savoyer im Jahr 1559 behielt. Ab 1619 wurde sie Lehen von Ernst von Mansfeld und ging in der ersten Hälfte des 17. Jahrhunderts an Mathilde von Savoyen über und Bernardino Gentile. Der Besitz des Lehens ging dann auf die Grafen Baronis und 1725 auf die Grafen Freylino (oder Freylin) über.
Ab dem 16. Jahrhundert litt das Land unter Epidemien, Hungersnöten und Truppendurchzügen. Nach dem Frieden von Aachen verbesserte sich die Situation: Es entwickelte sich eine renommierte Produktion von Terrakottavasen (Terracei-Vasen) und es entwickelte sich die Landwirtschaft mit der Produktion von Getreide und Wein.

## Kulinarische Spezialitäten
In Buttigliera d’Asti werden Reben der Sorte Barbera für den Barbera d’Asti, einen Rotwein mit DOCG Status angebaut.